# Rhabdomastix angusticellula
Rhabdomastix angusticellula là một loài ruồi trong họ Limoniidae. Chúng phân bố ở miền Cổ bắc.